# Wilfried Rettig
Wilfried Rettig (* 5. Dezember 1942 in Dorfstadt) ist ein deutscher Eisenbahningenieur und Autor zur Eisenbahngeschichte des Vogtlandes und der Oberlausitz.
Rettig studierte zunächst an der Hochschule für Verkehrswesen in Dresden, sein Studium schloss er 1967 als Diplom-Ingenieur ab. Danach war er bis 1991 bei der Deutschen Reichsbahn in der Forschung und Entwicklung beteiligt. Ab 1991 war er in der Versuchsanstalt Minden der Deutschen Bundesbahn bzw. später bei der DB Systemtechnik tätig.

## Werke (Auswahl)
- Eisenbahnknoten Görlitz. 1. Auflage. Bufe-Fachbuch-Verlag, Egglham 1994, ISBN 3-922138-53-5.
- Die Eisenbahnen im Vogtland – Band 1: Entwicklung, Hauptstrecken, Fahrzeuge, Bahnbetriebswerke und Hochbauten. EK-Verlag, Freiburg 2001, ISBN 3-88255-686-2
- Die Eisenbahnen im Vogtland – Band 2: Neben- und Schmalspurstrecken, Bahnanlagen, Unfälle und Anekdoten, EK-Verlag, Freiburg 2002, ISBN 3-88255-687-0
- Eisenbahnen im Dreiländereck – Band 1: Geschichte der Hauptstrecken, Betriebsstellen, Elektrifizierung und Fahrtbeschreibungen, EK-Verlag, Freiburg 2010, ISBN 978-3-88255-732-9
- Eisenbahnen im Dreiländereck – Band 2: Neben-, Klein- und Schmalspurbahnen, Bahnbetriebs- und Ausbesserungswerke, Bahnpost, EK-Verlag, Freiburg 2011, ISBN 978-3-88255-733-6